# 1. lipnja
1. lipnja (1. 6.) 152. je dan godine po gregorijanskom kalendaru (153. u prijestupnoj godini).
Do kraja godine ima još 213 dana.

## Događaji
- 1855. – Američki pustolov William Walker osvojio je Nikaragvu i vratio ropstvo.
- 1906. – Finska je kao prva zemlja na svijetu novim izbornim zakonom dala ženama pravo glasa i pravo da budu birane.
- 1967. – U Velikoj Britaniji objavljen je album The Beatlesa Sgt. Pepper's Lonely Hearts Club Band.
- 1991. – osnovana 114. brigada HV "Škorpioni", Split
- 1992. – Hrvatska u Parizu primljena u punopravno članstvo Organizacije UN za obrazovanje, znanost i kulturu (UNESCO).[1]
- 1995. – Diverzantsko-teroristička skupina srpske paravojske, prešavši gumenim desantnim čamcem rijeku Kupu, ušla je u mjesto Brest Pokupski, prošla pokraj lokacije dan ranije ukinutog stražarskog mjesta (zbog poštovanja Zagrebačkog sporazuma), te zarobila 22-godišnjeg MLADENA BRLEKOVIĆA, vojnika 12. domobranske pukovnije Petrinja. Vrativši se preko Kupe ispred promatračnice UNCRO-a u mjestu Novom Selištu, odveli su ga u tada okupiranu Petrinju. Crtu razgraničenja ("Ružičasta zona") na podučju Petrinje (tzv. Sjeverni sektor) tada su pokrivali danski, ukrajinski i jordanski bataljuni, a na traženju nestalog zarobljenika djelovali su UNCIPOL, UNHCR i MOCK, kao i hrvatska komisija za razmjene zatočenika koja je vodila bezuspješne pregovore sa srpskom stranom da bi se Brleković zamijenio za Peru Radetića iz mjesta Brđani kod Sunje (zarobljen je 15-ak dana ranije). Početkom akcije "Oluja" 4. kolovoza 1995. zatočeniku se gubi svaki trag...
- 2001. – Nepalski kraljević Dipendra na banketu je pobio vlastitu obitelj. I sam ranjen, umro je tri dana nakon što je okrunjen.
- 2016. – Otvoren je najdulji tunel na svijetu, Gotardski bazni tunel u Švicarskoj dugačak 57.09 km.[2]

| - 1804. – Mihail Glinka, ruski skladatelj († 1857.) - 1815. – Oton I., grčki kralj († 1867.) - 1853. – Julije Domac, hrvatski farmaceut i kemičar († 1928.) - 1886. – Vladimir Becić, hrvatski slikar († 1954.) - 1926. – Marilyn Monroe, američka glumica († 1962.) - 1934. – Ivica Bednjanec, hrvatski crtač stripa, pjesnik, humorist i scenarist († 2011.) - 1954. – Senna M, bosanskohercegovački glazbenik - 1961. – Peter Machajdík, slovački skladatelj - 1961. – Jevgenij Prigožin, ruski oligarh - 1967. – Nives Ivanković, hrvatska glumica - 1973. – Heidi Klum, njemački supermodel - 1982. – Justine Henin, belgijska tenisačica - 1988. – Domagoj Duvnjak, hrvatski rukometni reprezentativac - 1996. – Tom Holland, engleski glumac | - 1434. – Vladislav II. Jagelović, poljski kralj (* 1362.) - 1616. – Tokugava Iejasu, japanski šogun (* 1543.) - 1660. – Mary Dyer, engleski kveker (* 1611.) - 1815. – Louis Alexandre Berthier, francuski maršal (* 1753.) - 1846. – Grgur XVI., papa (* 1765.) - 1868. – James Buchanan, američki predsjednik i pravnik (* 1791.) - 1938. – Ödön von Horváth, austrijski književnik (* 1901.) - 1953. – Emanuel Vidović, hrvatski slikar (* 1870.) - 1968. – Helen Keller, američka književnica i aktivistica (* 1880.) - 1970. – Giuseppe Ungaretti, talijanski pjesnik (* 1888.) - 1997. – Zvonimir Golob, hrvatski pjesnik, esejist i kritičar (* 1927.) - 2008. – Yves Saint-Laurent, francuski modni kreator i kostimograf (* 1936.) - 2018. – Sinan Sakić, srpski pjevač (* 1956.) - 2019. – Antun Lisec, hrvatski liječnik i pro-life aktivist (* 1957.) |

## Blagdani i spomendani
- Marija Majka Crkve[3]
- Dan rijeke Save[4]
- Sveti Krescentin